# Johann Georg Bürgy
Johann Georg Bürgy (* 25. Juli 1771 in Homburg vor der Höhe; † 27. Oktober 1841 in Gießen) war ein deutscher Orgelbauer im Raum Mittelhessen.

## Leben
Bürgy wurde 1771 als siebter Sohn des Orgelbauers Johann Conrad Bürgy geboren. Er lernte sein Handwerk bei Jacob Courtain in Osnabrück und ließ sich nach Aufenthalten in Österreich und Ungarn in Gießen nieder. Dort heiratete er im Jahr 1809 die Tochter von Johann Peter Rühl, dem Schwiegersohn und Nachfolger von Johann Andreas Heinemann. Gemeinsam mit seinem Bruder Philipp Heinrich und später alleine unterhielt er einen Orgelbaubetrieb. Er starb 1841 in Gießen. Sein Schüler war Johann Georg Förster, der Bürgys letzten Orgelneubau in Gettenau vollendete.

## Werkliste
Charakteristisch für die Orgeln der Gebrüder Bürgy ist der einheitliche Biedermeierstil des Prospektes. Der siebenachsige Prospekt wird durch breite Lisenen gegliedert. Ein breites, niedriges, vorkragendes Pfeifenflachfeld in der Mitte wird von einer Henkelvase bekrönt. Außen stehen zwei hohe Rundtürmen mit je fünf Pfeifen, an die sich jeweils zwei schmale niedrige Harfenfelder mit je drei Pfeifen anschmiegen. Auf den Harfenfeldern, die zum Rundturm ansteigen, stehen kleine Urnen. Seitliches Schleierwerk fehlt.
| Jahr         | Ort                | Gebäude                | Bild | Manuale | Register | Bemerkungen |
| ------------ | ------------------ | ---------------------- | ---- | ------- | -------- | --- |
| 1802         | Büdingen           | Ev.-luth. Kirche       |      | I/P     | 13       | 1830 nach Hitzkirchen verkauft und dort bis 1978, heute im Orgel Art Museum (Bild); weitgehend erhalten |
| 1803         | Bleichenbach       | Evangelische Kirche    |      | I/P     | 15       | zusammen mit Philipp Heinrich; 1876 durch Ratzmann Spieltisch verlegt und neue Traktur, zwei Register ersetzt; später gingen zwei weitere Register verloren |
| 1804–1806    | Windecken          | Stiftskirche Windecken |      | I/P     |          | Neubau zusammen mit seinem Bruder für 1500 Gulden; 1865 um zweites Manual erweitert und auf die Westempore umgesetzt; 1895 durch Ratzmann ersetzt |
| 1805–1806    | Groß-Karben        | Evangelische Kirche    |      | I/P     | 11       | Das Werk wurde gemeinsam mit dem Bruder Philipp Heinrich erarbeitet. Nach umfangreichen Rekonstruktionsarbeiten im Jahr 2000 besitzt die Orgel heute 12 Register, davon 2 im Pedal. Einige alte Register sind teilweise erhalten, wurden aber auf aufgearbeitet; Dekor im Zopfstil. |
| 1808         | Leun               | Evangelische Kirche    |      | I/P     | 13       | → Orgel der evangelischen Kirche Leun. Die Orgel wurde 1806 in Leun in Auftrag gegeben. Über die Vorgängerorgel ist nur wenig bekannt. Gestiftet wurde sie von einem Leuner Bürger, der in London zu unverhofftem Reichtum gekommen war. Die Orgel besitzt 13 Register auf einem Manual und Pedal. Die beiden ursprünglichen Zungenregister (Trompete 8′ und Posaune 16′) waren zerstört, wurden jedoch mittels einer großen Spendenaktion der Leuner Bevölkerung im Jahr 2008 rekonstruiert. |
| 1811         | Günterod           | Evangelische Kirche    |      | I/P     | 9        | zusammen mit Philipp Heinrich; 1912 durch Eichhorn umgebaut, 1954 durch Eppstein restauriert, 1973/1974 durch Gerald Woehl abgebrochen und ersetzt |
| 1816         | Beselich-Schupbach | Evangelische Kirche    |      | I/P     | 13       | 1923 ersetzt; Prospekt erhalten |
| 1820         | Lich-Birklar       | Evangelische Kirche    |      | I/P     | 13       | klassizistischer, siebenachsiger Prospekt; Orgel zum großen Teil erhalten |
| 1818–1822    | Ruppertsburg       | Evangelische Kirche    |      | I/P     |          | 1937 ersetzt; Prospekt erhalten |
| 1816–1823    | Melbach            | Ev.-luth. Kirche       |      | I/P     | 13       | mehrfach umgebaut |
| 1822         | Leun-Biskirchen    | Evangelische Kirche    |      | I/P     | 12       | Die Orgel wurde nach Daubhausen verkauft, wo sie noch heute in der Evangelischen Kirche steht (Foto). Zum großen Teil erhalten. |
| 1828–1831    | Wißmar             | Evangelische Kirche    |      | II/P    | (15)     | Nach drei Jahren waren nur das Gehäuses und ein Drittel der Orgel gebaut, sodass es zu einem Vergleich kam und die Orgel 1834/1835 von Johann Hartmann Bernhard fertiggestellt wurde. |
| 1830–1834    | Langgöns-Oberkleen | St. Michaelis          |      | I/P     | 10       | unter Einbeziehung älterer Teile der Vorgängerorgel; später um zwei Register auf I/P/12 erweitert, weitgehend erhalten |
| 1835         | Bisses             | Evangelische Kirche    |      | I/P     | 10       | mehrfach umgebaut; einige Register erhalten |
| 1839–1843    | Langgöns           | Jakobuskirche          |      | I/P     | 11       | erst nach Bürgys Tod vollendet; 1920 ersetzt |
| um 1840–1844 | Gettenau           | Evangelische Kirche    |      | II/P    | 11       | von Johann Georg Förster vollendet |